# Siti archeologici di Bat, Al-Khutm e Al-Ayn
I Siti archeologici di Bat, Al-Khutm e Al-Ayn sono tre siti archeologici dell'Oman risalenti al III millennio a.C. Dal 1988 sono uno dei patrimoni dell'umanità dell'UNESCO.

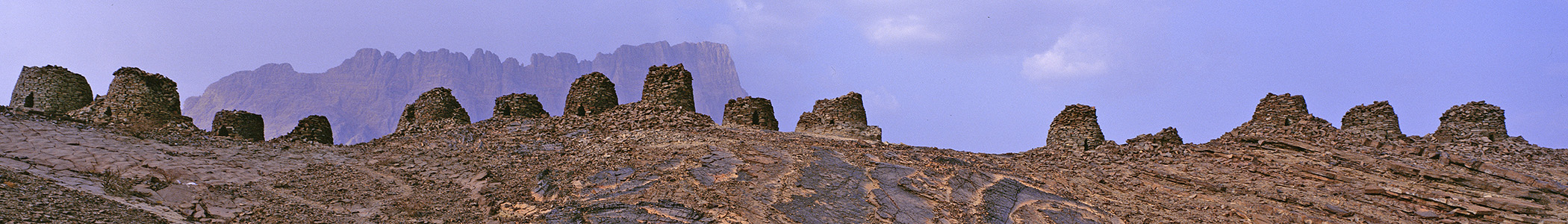
Panorama

## Descrizione
Gli studi svolti fin da prima del 1988 hanno portato alla scoperta di numerosi insediamenti umani che si estendevano dal Golfo Persico al Golfo di Oman.

### Bat
Il sito di Bat si trova all'interno di un palmeto. Già nel 3000 a.C. c'era un intenso commercio di rame (estratto in loco) e pietre (probabilmente di diorite) con i Sumeri. Vari testi sumeri la chiamavano Dilmun, ad esempio l'epopea di Gilgamesh. È composto da oltre 100 tombe e da edifici circolari con un diametro di 20 metri, il cui uso è sconosciuto. Dal momento che gli edifici non hanno aperture verso l'esterno, è stata avanzata l'ipotesi che si trattasse di cisterne o sili, ma sono solo congetture.
Nel 1972 gli scavi svolti da una squadra danese guidata da Karen Frifelt dimostrarono che la città venne abitata ininterrottamente per 4000 anni.

### Al-Khutm
Le rovine presenti ad Al-Khutm sono quelle del Forte di Pedra, una torre in roccia con un diametro di 20 metri. Si trova a 2 chilometri ad ovest di Bat.

### Al-Ayn

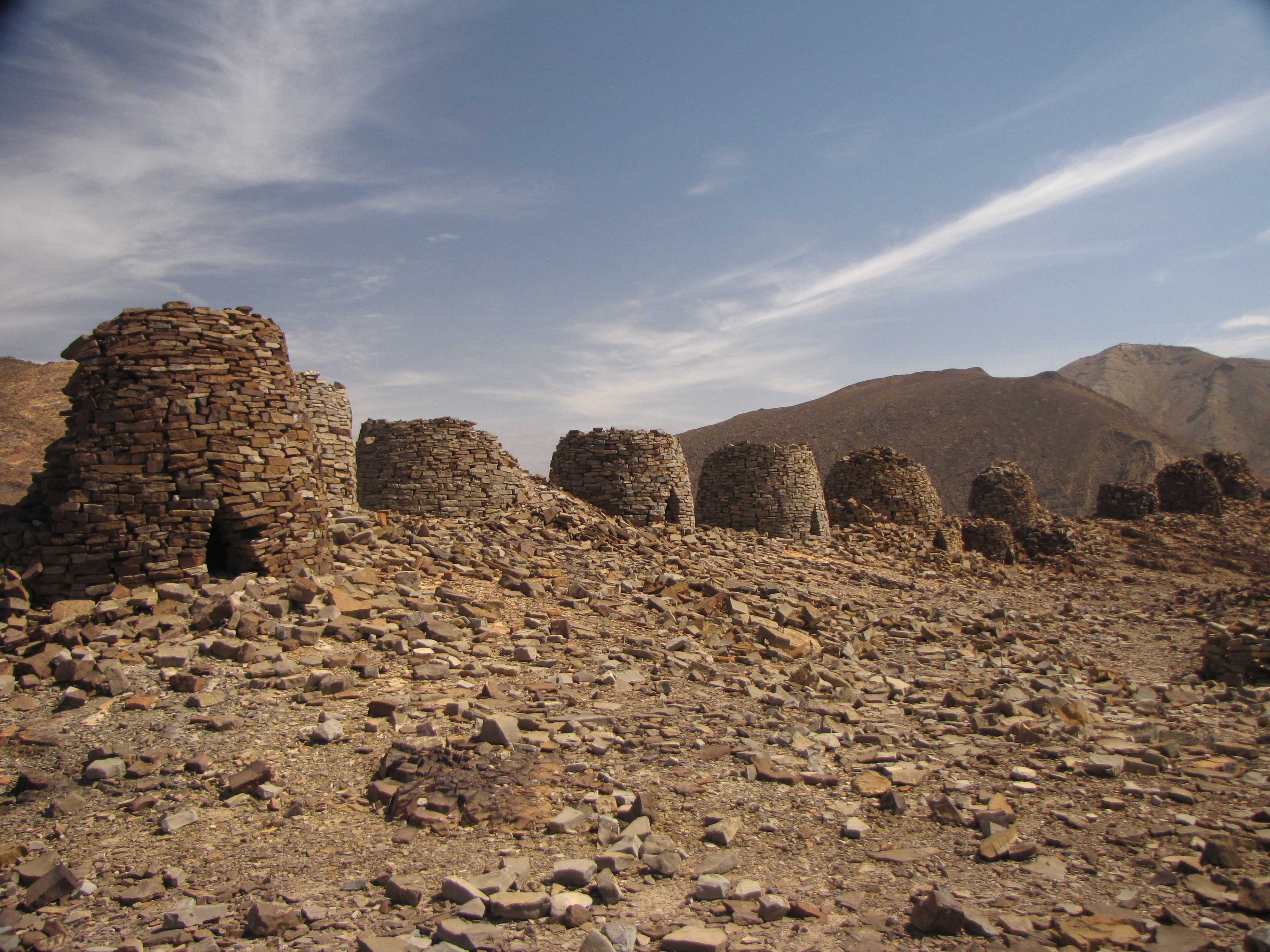
Necropoli di Al-Ayn

Al-Ayn è una piccola necropoli. Dei tre è il sito in migliore stato di conservazione. Si trova a 22 chilometri a est-sud-est di Bat.

## Manutenzione
I siti non sono stati sottoposti a restauro o ad altro tipo di manutenzione prima della protezione da parte dell'UNESCO, e solo il loro isolamento ne ha permesso una sufficiente conservazione.
Attualmente i siti sono protetti dall'articolo 42 del regio decreto numero 6/80. Questo articolo comunque non prevede la sorveglianza dei siti, ed uno dei maggiori pericoli è quello degli abitanti locali che possono prendere materiale da costruzione dai siti archeologici.